# David Carstens
David Carstens   (Cap Occidental, setembre 1914 - Johannesburg, 6 d'agost de 1955) va ser un boxejador sud-africà que va competir durant la dècada de 1930.
El 1932 va prendre part en els Jocs Olímpics de Los Angeles, on guanyà la medalla d'or de la categoria del pes semipesant  del programa de boxa, en guanyar la final a Gino Rossi.
Posteriorment, entre 1932 i 1939, fou professional, amb un balanç d'11 victòries, 12 derrotes i 2 combats nuls.